# Lộc An, Huế
Lộc An là một xã thuộc thành phố Huế, Việt Nam.

## Địa lý
Xã Lộc An có diện tích 26,96 km², dân số năm 1999 là 13.324 người, mật độ dân số đạt 494 người/km².

## Hành chính
Xã Lộc An được chia thành 13 thôn: An Lai, 
Bắc Thượng, Bắc Trung, Châu Thành, Đông, Hai Hà, Nam, Nam Phổ Hạ, Nam Phước, Nam Trạch, Tây, Phú Môn, Xuân Lai.

## Lịch sử
Ngày 20 tháng 9 năm 1975, Bộ Chính trị Trung ương Đảng ban hành Nghị quyết số 245/NQ-TW về việc thành lập tỉnh Bình Trị Thiên trên cơ sở ba tỉnh Quảng Bình, Quảng Trị, Thừa Thiên và khu vực Vĩnh Linh. Khi đó, xã Lộc An thuộc huyện Phú Lộc, tỉnh Bình Trị Thiên.
Ngày 13 tháng 6 năm 1986, Hội đồng Bộ trưởng ban hành Quyết định số 72-HĐBT về việc thành lập xã Lộc Hòa trên cơ sở thôn An Hà của xã Lộc An.
Sau khi điều chỉnh địa giới hành chính, xã Lộc An còn 4.015 ha đất và 10.600 nhân khẩu.
Ngày 30 tháng 6 năm 1989, Quốc hội ban hành Nghị quyết về việc chia tỉnh Bình Trị Thiên thành tỉnh Quảng Bình, tỉnh Quảng Trị và tỉnh Thừa Thiên Huế. Theo đó, xã Lộc An thuộc huyện Phú Lộc, tỉnh Thừa Thiên Huế.
Ngày 11 tháng 12 năm 2015, HĐND tỉnh Thừa Thiên Huế ban hành Nghị quyết số 09/NQ-HĐND về việc: 
- Thành lập thôn Nam Trạch trên cơ sở một phần thôn Nam Phổ Hạ và thôn Phước Trạch.
- Thành lập thôn Nam Phước trên cơ sở thôn Nam Phổ Cần và thôn Phước Mỹ.
- Thành lập Thôn Tây trên cơ sở thôn Tây A và thôn Tây B.
- Giữ nguyên phần còn lại của thôn Nam Phổ Hạ.

Ngày 30 tháng 11 năm 2024:
- Quốc hội ban hành Nghị quyết số 175/2024/QH15[8] về việc thành lập thành phố Huế trực thuộc trung ương trên cơ sở toàn bộ diện tích và dân số tỉnh Thừa Thiên Huế (nghị quyết có hiệu lực từ ngày 1 tháng 1 năm 2025).
- Ủy ban Thường vụ Quốc hội ban hành Nghị quyết số 1314/NQ-UBTVQH15[9] về việc sắp xếp đơn vị hành chính cấp huyện, cấp xã của thành phố Huế giai đoạn 2023 – 2025 (nghị quyết có hiệu lực từ ngày 1 tháng 1 năm 2025). Theo đó, xã Lộc An thuộc huyện Phú Lộc, thành phố Huế.